# Lisa Fischer (Kulturhistorikerin)
Lisa Fischer (geboren 27. Mai 1959 in Wien) ist eine österreichische Kulturhistorikerin. 

## Leben
Lisa Fischer wuchs in Klosterneuburg auf und besuchte dort den neusprachlichen Zweig des Bundesgymnasiums. Ab 1977 studierte sie Französisch, Englisch und Geschichte an der Universität Wien und machte 1982 einen Magisterabschluss. Sie arbeitet seither als Wissenschafterin, Projektmanagerin, Ausstellungskuratorin und Journalistin. 1993 wurde sie mit einer Dissertation über Lina Loos promoviert. 

## Schriften (Auswahl)
- Lina Loos – oder die Rekonstruktion weiblicher Kreativität in einer sozial-historischen  Biographie, Dissertation, Wien 1993.
- Lina Loos oder Wenn die Muse sich selbst küsst : eine Biographie. Wien : Böhlau, 1994
- "Jenseits vom lärmenden Käfig" : die Lyrikerin, Journalistin und Aktivistin Herta Staub. Wien : Böhlau, 1997
- Über die erschreckende Modernität der Antimoderne der Wiener Moderne. Oder über den Kult der toten Dinge. In: Lisa Fischer, Emil Brix (Hrsg.): Die Frauen der Wiener Moderne, Wien : Verlag für Geschichte und Politik. Oldenbourg, 1997, S. 208–217
- Schattenwürfe in die Zukunft : Kaiserin Elisabeth und die Frauen ihrer Zeit. Böhlau, Wien 1998, ISBN 978-3-205-98765-9
- mit Judith Eiblmayr: Anna-Lülja Praun. Möbel in Balance. Salzburg : Anton Pustet, 2001
- Die Riviera an der Donau : 100 Jahre Strombad Kritzendorf. Böhlau, Wien 2003, ISBN 978-3-205-77114-2
- mit Regina Köpl: Sigmund Freud : Wiener Schauplätze der Psychoanalyse. Böhlau, Wien 2005, ISBN 978-3-205-77388-7
- Die Stadtgängerin : Clarissas Wien 1902. Vier-Viertel-Verl., Strasshof 2006, ISBN 978-3-902141-27-9
- Eden hinter den Wäldern : Samuel von Brukenthal: Politiker, Sammler, Freimaurer in Hermannstadt. Böhlau, Wien 2007, ISBN 978-3-205-77634-5
- Irgendwo. Wien, Theresienstadt und die Welt. Die Sammlung Heinrich Rieger. Czernin, Wien 2008, ISBN 978-3-7076-0255-5
- Wiederentdeckt : Margarete Depner (1885–1970) . Meisterin des Porträts der Siebenbürgischen Klassischen Moderne. Böhlau, Wien 2011, ISBN 978-3-205-78618-4
- "Komm mit nach Terezín" : Musik in Theresienstadt 1941–45 : Instrument des jüdischen Lebenswillens und der NS-Propaganda. Edition Mokka, Wien 2015, ISBN 978-3-902693-64-8
- Marsch der Frauen : ungehörige Komponistinnen zwischen Aufbruch, Bruch & Exil. Ausstellungskatalog. Mokka, Wien 2016, ISBN 978-3-902693-68-6
- Im Zauber der Quellen : Wien in Baden – eine Hausgeschichte. Edition MoKKa, Wien 2018 (Perdo Salvadore, Fotograf), ISBN 978-3-902693-75-4
- Kulturblüten zwischen Schwarzatal und Zauberbergen. NÖ Institut für Landeskunde, St. Pölten 2020, ISBN 978-3-903127-16-6